# Pero ministrella
Pero ministrella är en fjärilsart som beskrevs av Robert W. Poole 1987. Pero ministrella ingår i släktet Pero och familjen mätare. Inga underarter finns listade i Catalogue of Life.